# Coppa Italia 2017-2018 - fase finale (calcio femminile)
Questa voce raccoglie un approfondimento sulle gare della fase finale dell'edizione 2017-2018 della Coppa Italia di calcio femminile.

## Secondo turno
Il sorteggio per determinare gli accoppiamenti e la squadra che gioca il secondo turno in casa si è tenuto il 23 ottobre 2017. Tutte le partite si giocano il 13 dicembre 2017.
| Squadra 1         | Risultato       | Squadra 2        |
| ----------------- | --------------- | ---------------- |
| 22 novembre 2017  |                 |                  |
| Mozzanica         | 7 - 3           | Real Meda        |
| 13 dicembre 2017  |                 |                  |
| Trento Clarentia  | 1 - 1 (5-4 dtr) | Marcon           |
| Valpolicella      | 2 - 3           | AGSM Verona      |
| Juventus          | 2 - 0           | Juventus Torino  |
| San Zaccaria      | 1 - 0           | Castelvecchio    |
| Empoli            | 3 - 2           | Florentia S.G.   |
| La Saponeria      | 1 - 1 (5-6 dtr) | L.F. Jesina      |
| Nebrodi           | 0 - 6           | Res Roma         |
| Pink Sport Time   | 4 - 0           | Napoli Femminile |
| 29 dicembre 2017  |                 |                  |
| Sassuolo          | 1 - 0           | Lavagnese        |
| 9 gennaio 2018    |                 |                  |
| Inter Milano      | 2 - 1           | Sassari Torres   |
| 10 gennaio 2018   |                 |                  |
| Azalee            | 0 - 7           | Brescia          |
| 17 gennaio 2018   |                 |                  |
| Tavagnacco        | 6 - 0           | Unterland        |
| 24 gennaio 2018   |                 |                  |
| Luserna           | 0 - 5           | Novese           |
| Roma Decimoquarto | 1 - 1 (2-4 dtr) | Latina           |

### Tabellini
| Arbitro: | Marco Manicardi (Modena) |

|                                                                                    |           |                                 |
| Pellegrinelli 22’, 39’ Pirone 42’ Re 47’ Stracchi 69’ Piacezzi 86’ Alborghetti 88’ | Marcatori | 21’ Landa 50’ Sironi 73’ Arosio |

| Arbitro: | Martina Molinaro (Lamezia Terme) |

|  |           |                                                                                   |
|  | Marcatori | 11’ Nagni 16’ Lommi 30’ Ciccotti 37’ Greggi 46’ (aut.) Trassari 77’ (aut.) Florio |

| Arbitro: | Stefano Grassi (Forlì) |

|                        |           |                               |
| Boni 13’ Carradore 32’ | Marcatori | 10’ Fishley 14’, 30’ Kongoulī |

| Arbitro: | Davide Giacometti (Gubbio) |

|                                   |           |                            |
| Bargi 23’ Cinotti 60’ Orlandi 79’ | Marcatori | 5’ Vicchiarello 13’ Gnisci |

| Arbitro: | Domenico Mallardi (Bari) |

|            |                      |                 |
| Cialfi 85’ | Marcatori            | 47’ Piergallini |
|            | Tiri di rigore 5 – 6 |                 |

| Arbitro: | Sergio Palmieri (Conegliano) |

|                          |           |  |
| Franssi 69’ Caruso 90+3’ | Marcatori |  |

| Arbitro: | Vito Guerra (Venosa) |

|                                                   |           |  |
| Pinna 46’, 79’ De Rosa 85’ (aut.) Serturini 90+4’ | Marcatori |  |

| Arbitro: | Matteo Franzoni (Lovere) |

|             |                      |                 |
| Tonelli 77’ | Marcatori            | 6’ Zandomenichi |
|             | Tiri di rigore 5 – 4 |                 |

| Arbitro: | Massimiliano Moretti (San Benedetto del Tronto) |

|            |           |  |
| Errico 35’ | Marcatori |  |

| Arbitro: | Stefano Grassi (Forlì) |

|           |           |  |
| Zanni 10’ | Marcatori |  |

| Arbitro: | Alessandro Costa (Novara) |

|                          |           |                      |
| Marinelli 2’ Pandini 15’ | Marcatori | 51’ (rig.) Di Marino |

| Arbitro: | Silvia Gasparotti (Rovereto) |

|  |           |                                                               |
|  | Marcatori | 24’ Heroum 28’, 65’ Giacinti 51’, 53’, 63’ Sabatino 84’ Ghisi |

| Arbitro: | Sergio Palmieri (Conegliano) |

|                                                                               |           |  |
| Tuttino 6’ Mascarello 14’ Frizza 27’ Eržen 28’ Cecotti 44’ (rig.) Brumana 78’ | Marcatori |  |

| Arbitro: | Matteo Franzoni (Lovere) |

|  |           |                                      |
|  | Marcatori | ?’, ?’, ?’, ?’ Di Stefano ?’ Mariano |

| Arbitro: | Oscar Ozzella (Benevento) |

|               |                      |           |
| Fortunati 81’ | Marcatori            | 84’ Ietto |
|               | Tiri di rigore 2 – 4 |           |

## Terzo turno
| Squadra 1        | Risultato | Squadra 2        |
| ---------------- | --------- | ---------------- |
| 21 febbraio 2018 |           |                  |
| Brescia          | 5 - 1     | Inter Milano     |
| 21 marzo 2018    |           |                  |
| Tavagnacco       | 9 - 1     | Trento Clarentia |
| AGSM Verona      | 3 - 1     | Mozzanica        |
| Novese           | 0 - 8     | Juventus         |
| San Zaccaria     | 3 - 0     | Sassuolo         |
| Empoli           | 3 - 4     | Fiorentina       |
| L.F. Jesina      | 1 - 0     | Latina           |
| Res Roma         | 0 - 2     | Pink Sport Time  |

### Tabellini
| Arbitro: | Aleksandar Djurdjevic (Trieste) |

|                                                            |           |                      |
| Bergamaschi 43’, 62’ Hendrix 71’ Giacinti 78’ Sabatino 88’ | Marcatori | 67’ (rig.) Regazzoli |

| Arbitro: | Gabriele Pette (Bologna) |

|                                                                         |           |              |
| Benedetti 2’, 17’, 34’ Mascarello 3’, 9’, 39’ Cotrer 48’ Eržen 78’, 87’ | Marcatori | 54’ Brunello |

| Arbitro: | Marco Marchioni (Rieti) |

|                                     |           |                                                        |
| Bargi 28’, 71’ Bartoli 90+4’ (aut.) | Marcatori | 45+1’ Caccamo 76’ Bonetti 79’ (rig.) Linari 86’ Guagni |

| Arbitro: | Andrea Zanotti (Rimini) |

|                |           |  |
| De Sanctis 19’ | Marcatori |  |

| Arbitro: | Antonio Romanelli (Lanciano) |

|  |           |                                |
|  | Marcatori | 45’ Parascandolo 51’ Serturini |

| Arbitro: | Matteo Canci (Carrara) |

|                                       |           |  |
| Pittaccio 35’ Manieri 60’ Pugnali 82’ | Marcatori |  |

| Arbitro: | Simone Di Renzo (Bolzano) |

|                                      |           |            |
| Dupuy 75’ Kongoulī 79’ Fishley 90+2’ | Marcatori | 18’ Mendes |

| Arbitro: | Alessio Marra (Mantova) |

|  |           |                                                                  |
|  | Marcatori | 27’ Franco 47’, 56’, 65’ Caruso 64’, 87’ Rood 73’ Masu 81’ Zelem |

## Quarti di finale
| Squadra 1       | Risultato       | Squadra 2    |
| --------------- | --------------- | ------------ |
| 1º maggio 2018  |                 |              |
| AGSM Verona     | 1 - 1 (2-3 dtr) | Tavagnacco   |
| 2 maggio 2018   |                 |              |
| Juventus        | 0 - 1           | Brescia      |
| Fiorentina      | 7 - 0           | San Zaccaria |
| Pink Sport Time | 7 - 2           | L.F. Jesina  |

### Tabellini
| Arbitro: | Silvia Gasperotti (Rovereto) |

|                                        |                      |                                               |
| Fishley 70’                            | Marcatori            | 77’ (rig.) Clelland                           |
| Decker Wagner Fishley Hannula Kongoulī | Tiri di rigore 2 – 3 | Brumana Clelland Mascarello Camporese Tuttino |

| Arbitro: | Martina Molinaro (Lamezia Terme) |

|                                                                                          |           |                            |
| Parascandolo 10’ Groff 25’ Serturini 31’, 90+3’ Cantori 36’ (aut.) Piro 53’ Vivirito 69’ | Marcatori | 38’ Bellucci 81’ Tamburini |

| Arbitro: | Deborah Bianchi (Prato) |

|  |           |              |
|  | Marcatori | 45’ Giacinti |

| Arbitro: | Stefania Menicucci (Lanciano) |

|                                                                   |           |  |
| Bonetti 10’, 60’, 63’ Caccamo 20’ Parisi 46’ Mauro 66’ Guagni 89’ | Marcatori |  |

## Semifinali
| Squadra 1       | Risultato | Squadra 2  |
| --------------- | --------- | ---------- |
| 16 maggio 2018  |           |            |
| Pink Sport Time | 1 - 3     | Fiorentina |
| 22 maggio 2018  |           |            |
| Brescia         | 1 - 0     | Tavagnacco |

### Tabellini
| Arbitro: | Gianluca Catanzaro (Catanzaro) |

|                      |           |                                 |
| Marrone 90+2’ (rig.) | Marcatori | 17’ Mauro 29’ Parisi 83’ Guagni |

| Arbitro: | Edoardo Papale (Torino) |

|                    |           |  |
| Girelli 24’ (rig.) | Marcatori |  |

## Finale
| Arbitro: | Stefania Menicucci (Lanciano) |

|                                   |           |             |
| Mauro 11’ Bonetti 26’ Caccamo 44’ | Marcatori | 72’ Girelli |